# Lolo Jones

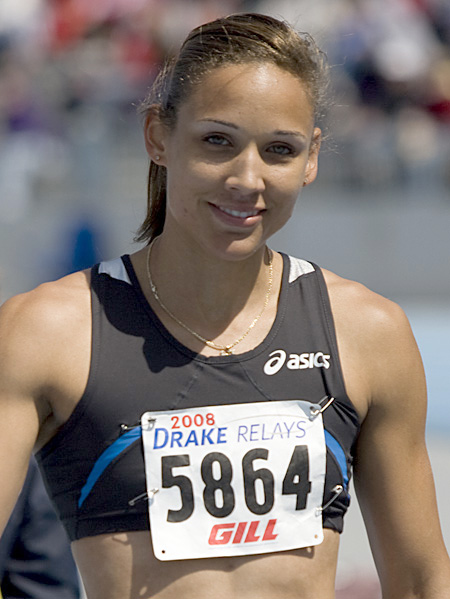
Lolo Jones 2008

Lori „Lolo“ Jones (* 5. August 1982 in Des Moines, Iowa) ist eine US-amerikanische Leichtathletin und Bobsportlerin. Sie war 2008 und 2010 Hallenweltmeisterin im Hürdenlauf und Bob-Mannschaftsweltmeisterin 2013.

## Leben
Jones blieb 2002 im 100-Meter-Hürdenlauf erstmals unter 13 Sekunden, startete aber erst ab 2004 bei internationalen Meetings. In der Halle gewann sie 2003 bei den US-Hochschulmeisterschaften, 2007, 2008 und 2009 bei den US-Meisterschaften.
Ihre ersten großen Meisterschaften waren die Weltmeisterschaften 2007 in Osaka. In 12,62 s belegte sie den sechsten Platz. Bei den Hallenweltmeisterschaften 2008 in Valencia gewann sie auf der 60-Meter-Strecke in 7,80 s den Titel.
Bei den Olympischen Spielen 2008 in Peking erreichte sie das Finale des 100-Meter-Hürdenlaufes und wurde dort in einer Zeit von 12,72 s Siebte, nachdem sie in Führung liegend an der vorletzten Hürde strauchelte und so die schon sicher geglaubte Goldmedaille verlor. Im Halbfinale war sie in 12,43 s persönliche Bestleistung gelaufen, welche im Finale zu Platz eins gereicht hätte. Ähnliches Pech hatte Jones im folgenden Jahr. Bei den US-Trials berührte sie Michelle Perry und strauchelte, wodurch sie sich nicht für die Weltmeisterschaften in Berlin qualifizieren konnte. Kurz danach lief sie in Griechenland in 12,47 s Weltjahresbestzeit. In Berlin war die neue Weltmeisterin Brigitte Foster-Hylton vier Hundertstel Sekunden langsamer.

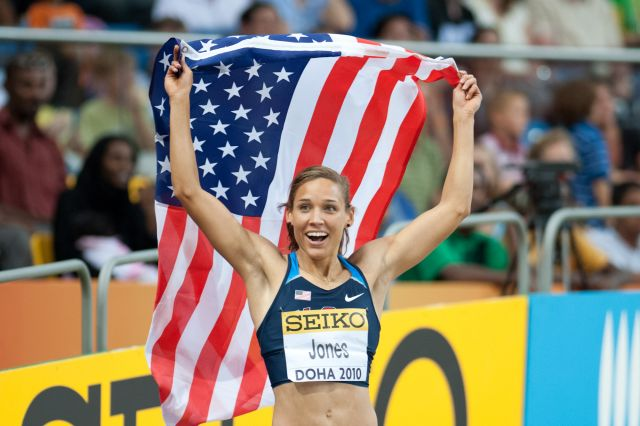
Jones bei den Hallenweltmeisterschaften 2010

2010 konnte Jones bei den Hallenweltmeisterschaften in Doha ihren Titel verteidigen. Dabei stellte sie in 7,72 s einen neuen amerikanischen Rekord auf und lief hinter Susanna Kallur und Ludmila Engquist die drittschnellste Zeit der ewigen Weltbestenliste. In der Freiluftsaison gewann sie die Diamond-League-Rennen in Doha, Oslo, New York, Gateshead und Monaco. Den Gesamtsieg verlor sie erst im letzten Rennen an Priscilla Lopes-Schliep. Außerdem wurde sie beim Continental-Cup Zweite. 2011 hatte Jones eine Rückenmarksoperation.
Bei den US-Trials 2012 wurde Jones Dritte und qualifizierte sich für die Olympischen Spiele. In London erreichte sie hinter ihren beiden Teamkameradinnen und der australischen Siegerin Sally Pearson den vierten Platz mit einer Zeit von 12,58 s.
Im Winter 2012/13 und bei den Olympischen Winterspielen in Sotschi war sie Anschieberin im Zweierbob von Jazmine Fenlator und Elana Meyers. Bei der Weltmeisterschaft 2013 in St. Moritz wurde sie mit der Mannschaft der USA Weltmeisterin, bei der WM 2021 in Altenberg holte sie als Anschieberin von Kaillie Humphries den Titel im Zweierbob. 
Lolo Jones hat bei einer Größe von 1,75 m ein Wettkampfgewicht von 65 kg. Sie ist Absolventin der Louisiana State University mit der Fächerkombination Spanisch und Wirtschaft.

## Persönliche Bestzeiten
- 100 m Hürden: 12,43 s, 18. August 2008 in Peking
- 60 m Hürden (Halle): 7,72 s, 13. März 2010 in Doha
- 100 m: 11,24 s (2006)
- 200 m: 23,76 s (2004)